# Silgueiros (Bodiosa)
Sirgueiros é uma pequena aldeia situada na frequesia de Bodiosa, concelho de Viseu, Portugal.
Reconhecida por se situar entre as povoações de Pereiras e Aval, realiza-se nesta aldeia uma festa religiosa em honra a Santa Marinha, também padroeira da aldeia vizinha Aval. A festa realiza-se a 18 de Julho, quando este dia calha durante os dias úteis da semana, a festa passa para o fim-de-semana seguinte.
Nesta aldeia pode-se ainda encontrar no lugar da Costa no Outeiro uma Anta pré-histórica. Esta aldeia tem entre 50 a 100 casas habitadas. A população encontra-se envelhecida, devido à migração dos jovens para as grandes cidades do país. A aldeia é também conhecida pelos muitos terrenos que se encontram em pousio. .